# Ар'яна (вілаєт)
Ар'яна (араб. ولاية أريانة) — вілаєт Тунісу. Адміністративний центр — м. Ар'яна. Площа — 482 км². Населення — 459 200 осіб (2007).

## Географічне положення
Розташований у північній частині країни. На північному заході межує з вілаєтом Бізерта, на південному заході — з вілаєтом Мануба, на півдні — з вілаєтом Туніс. На сході омивається водами Середземного моря (Туніська затока).

## Населені пункти
- Ар'яна
- Еттадамен-Мніхла
- Калят-ель-Андалус
- Рауед
- Сіді-Сабет
- Сукра

| Туніс | Це незавершена стаття з географії Тунісу. Ви можете допомогти проєкту, виправивши або дописавши її. |